# 明亮 (清朝)
明亮（转写：Mingliyang；1736年—1822年），字寅齋，富察氏，滿洲鑲黃旗人，都統廣成之子，孝賢純皇后侄兒。清朝政治人物，軍事人物，歷任廣州將軍、成都將軍、武英殿大學士、兵部尚書等。因戰功卓著，被封為三等襄勇侯，過世後諡文襄，並入祀賢良祠。

## 歷任
- 文生員出身。
- 乾隆十八年（1753年）娶履親王允祹之女，為多羅額駙。
- 十九年（1754年）：授整儀尉。
- 累遷鑾儀尉，鑾儀使。
- 三十年（1765年）：授伊犁領隊大臣。
- 三十一年（1766年）：伊犁領隊大臣，正白旗漢軍副都統，改吉林副都統。
- 三十三年（1769年）：吉林副都統，改寧古塔副都統。
- 三十六年（1772年）：以護軍統領佐四川總督桂林出師金川。
- 三十七年（1773年）：革職[2]。授一等侍衛銜，降二等侍衛銜，實授二等侍衛[3]，升頭等侍衛，加副都统銜，升授領隊大臣[4]，征大金川任參贊。
- 三十八年（1774年）：升廣州將軍，授定邊右副將軍[5]。小金川復定，赐御用黑狐冠。
- 四十年（1775年）：廣州將軍，授内大臣。
- 四十一年（1776年）：功封一等襄勇伯，賜双眼花翎。授成都將軍駐雅州總邊政[6]，師還，赐银币、鞍马。以成都將軍入軍機處行走。
- 四十二年（1777年）：成都將軍，署四川提督。一等襄勇伯。
- 四十三年（1778年）：成都將軍，署四川提督，改授四川提督[7]。一等襄勇伯。
- 四十六年（1781年）：烏魯木齊都統。一等襄勇伯。
- 四十八年（1783年）：烏魯木齊都統，署伊犁將軍。革職逮京、絞監候[8]。
- 四十九年（1784年）：開釋、授藍翎侍衛，升一等侍衛[9]。
- 五十年（1785年）：鑲黃旗護軍統領，改正紅旗護軍統領，伊犁參贊大臣，署烏什參贊大臣，實授烏什參贊大臣。
- 五十一年（1786年）：烏什參贊大臣，改喀什噶爾參贊大臣。
- 五十三年（1788年）：喀什噶爾參贊大臣，加鑲紅旗蒙古都統。
- 五十五年（1790年）：喀什噶爾參贊大臣，加刑部尚書。
- 五十六年（1791年）：喀什噶爾參贊大臣，改黑龍江將軍，刑部尚書。
- 五十七年（1792年）：刑部尚書，黑龍江將軍，加內大臣。
- 五十八年（1793年）：黑龍江將軍，改伊犁將軍。
- 六十年（1795年）：伊犁將軍，改正紅旗漢軍都統。革職[10]。
- 嘉慶元年（1796年）：苗民起义，授一等侍衛。升副都統銜，署理廣州將軍，尋授廣州將軍，領隊大臣。賜輕車都尉世職，軍功封二等襄勇伯，賜雙眼花翎。
- 二年（1797年）：輕車都尉、二等襄勇伯，副都統銜，廣州將軍。賜紫繮。
- 三年（1798年）：輕車都尉、二等襄勇伯，副都統銜，廣州將軍。革爵、奪雙眼花翎、紫繮，革職逮京、留軍效力[11]。尋以軍功赐副都统衔、花翎。尋奪花翎[12]。
- 四年（1799年）：副都統，參贊大臣，代勒保為經略，升正紅旗漢軍都統。革職逮京、斬監候[13]。
- 五年（1800年）：追錄前功以領催從陝甘總督松筠討賊，授藍翎侍衛，領隊大臣，升二等侍衛，以五品衔授宜昌镇总兵。 領侍衛內大臣。进秩视三品，左遷藍翎侍衛[14]。復擢三等侍衛、領隊大臣，復授宜昌鎮總兵。
- 六年（1801年）：宜昌鎮總兵。召還、授二等侍衛，乾清門行走，加副都統銜。
- 七年（1802年）：升正紅旗漢軍副都統，外授烏魯木齊都統，加正藍旗滿洲副都統。平白蓮教匪功封一等男。
- 九年（1804年）：一等男，烏魯木齊都統，正藍旗滿洲副都統，內授鑲藍旗蒙古都統，內大臣，兵部尚書，充閱兵大臣。
- 十年（1805年）：一等男、晉封一等子。鑲藍旗蒙古都統，內大臣，兵部尚書，閱兵大臣，鑲白旗漢軍都統。
- 期間署鑲紅旗蒙古都統。管理戶部三庫事務。管理火器營事務。
- 十四年（1809年）：一等子、晉封三等襄勇伯，鑲藍旗蒙古都統，改鑲藍旗滿洲都統，內大臣，兵部尚書，閱兵大臣。加太子少保銜。
- 十五年（1810年）：三等襄勇伯，太子少保銜，協辦大學士，鑲藍旗滿洲都統，兵部尚書。賜雙眼花翎。
- 十六年（1811年）：三等襄勇伯，太子少保銜，協辦大學士，鑲藍旗滿洲都統，兵部尚書，正黃旗蒙古副都統，鑲藍旗滿洲副都統。
- 十七年（1812年）：三等襄勇伯，外授西安將軍。
- 十八年（1813年）：三等襄勇伯，西安將軍，內授正白旗漢軍都統，改鑲白旗蒙古都統，署兵部尚書，署左都御史，實授左都御史、兵部尚書。
- 十九年（1814年）：三等襄勇伯，太子少保，協辦大學士，鑲白旗蒙古都統，兵部尚書，改鑲藍旗漢軍都統，加內大臣，左都御史。
- 署正白旗蒙古都統。管理俄羅斯佐領。
- 二十二年（1817年）：三等襄勇伯，太子少保，協辦大學士，兵部尚書，授武英殿大學士、進太子太保。
- 二十四年（1819年）：三等襄勇伯、晉封三等襄勇侯，武英殿大學士。
- 道光元年（1821年）：三等襄勇侯，太子太保，武英殿大學士。致仕，食全俸。
- 二年（1822年）卒，年八十七。道光帝親臨奠，賜陀羅經被。諡文襄，入祀賢良祠。

## 戰績
- 嘉庆元年（1796年），贵州石柳邓、湖北石三保等起为苗乱，命明亮出佐湖南军，贼久据孝感，署湖广总督永保讨之未克，明亮将三千五百人至潼川铺，贼出战，明亮設伏於黄金庙，攻贼垒，贼中伏砲裂，敗退入城。明亮令於城门外积柴纵火，贼出皆堕壕，火燒三日始滅，城遂破，赐轻车都尉世职。攻锺祥，得贼首张家瑞等。战於双沟，屯兵於吕堰，贼至，明亮击败之。再进攻平陇，破养牛塘、刚息衝诸關隘。围石隆，陣斩石柳邓，捕获其妻兒，封二等襄勇伯，赐双眼花翎。
- 嘉庆二年（1797年），白蓮教亂延及四川、陕西、湖北三省，命明亮督兵赴四川。明亮自永绥入四川，与四川总督宜绵军會師。转战焚金峨寺，破重石子、香炉坪，克分水岭、火石岭诸關卡。贼首王三槐出战，明亮大破之，殺万馀人，三槐中枪逃逸。再战於精忠寺，俘三槐之母。襄阳贼首姚之富、齐王氏等窜入四川，与三槐及达州贼首徐添德會合重整。之富等盤据开县南天洞，明亮击破之，追擊战於大涼山。雲陽贼首高名贵应贼，明亮与宜绵用計誘捕名贵，殲滅其部眾。贼攻白帝城，明亮循江下宜昌，贼来犯，击破之。追至独树，会湖广总督景安率师到達，合击，逼贼入南漳山中。預料贼軍將要渡汉水北入河南，令总兵長春屯兵穀城為防备；明亮督兵出隆中，贼兵北逃，击溃之，赐紫缰。贼屡败，不能北渡，乃自房县入陕西境。明亮追擊屡战皆捷，先后杀六千馀人。贼敗走紫陽，明亮率軍至白沔峡，姚之富等与诸贼首张汉潮、高均德分道逃窜，明亮追汉潮、均德入汉中。
- 嘉庆三年（1798年），明亮督兵追姚之富、齐王氏自山陽縣至鄖西縣，急襲，姚之富、齐王氏投崖自殺，赐副都统衔、花翎。率师进西乡，張汉潮与诸贼首詹世爵、李槐會合万馀人，自竹谿縣至平利縣、太平縣，明亮追及於池子山，战，俘獲詹世爵、李槐。
- 嘉慶四年（1799年），明亮追贼入子午谷，战於张家坪，歼滅張汉潮部眾。
- 嘉慶五年（1800年），再擊败贼軍於斑竹园、远安镇，命以五品衔授宜昌镇总兵。贼進犯荆、襄，明亮擊败之。贼軍西走陕西，明亮守七星关，贼复折往东，明亮迎擊於朱家嘴，大破之，进秩视三品。贼兵复入陕西境，明亮与陝西巡抚倭什布合軍击敗之，贼南窜。明亮击破陕西贼首高二、马五等。明亮回师湖北，战於寿阳坪，破贼首徐添德，战於狮子岩、佘家河，破贼首苟文明。
- 嘉慶六年（1801年），與德楞泰聯兵，圍勦白蓮教首腦徐添德、樊人傑於湖北均州，徐、樊皆投水自盡，白蓮教亂平定。

- 《清史稿》評：「明亮知兵过福康安，廉侔士毅，师屡有功，辄有齮之者，未能竟其绩。立朝既久，躬享上寿，进受封拜，非幸致也！」

## 家庭及關聯
- 曾祖：米思翰。
- 祖父：李榮保。
- 父：廣成。
- 叔：傅清、傅恆。
- 姑：孝賢純皇后。
- 兄：明興，官侍郎、山东巡抚。
- 妻：郡主，履親王允祹之女。
- 子：德倫、鄂伦。
- 女：追封和硕怡亲王永福嫡福晋。
- 孫：聯順，累官理藩院、工部、礼部、兵部侍郎，步军统领，都察院左都御史，理藩院尚书、聯慶，袭侯爵。
- 曾孙女：（聯順之女）固山贝子載鈖嫡妻、[15]驻藏大臣斌良之子笔帖式慶福嫡妻。[16]
- 曾孙恩崇，袭侯爵。恩崇之女嫁辅國将军奕澍、给事中宗室托佛歡。[17]

## 延伸阅读
[在维基数据编辑]
 《清史稿/卷330》，出自趙爾巽《清史稿》